# 三法司
三法司是中國古代對三個重要司法機構的稱呼。
- 漢朝：廷尉、御史中丞和司隶校尉，平時廷尉掌刑獄，御史中丞糾劾百官，司隶校尉監察中央官員，重要案件由此三個單位共審。
- 明清：三法司為刑部、都察院、大理寺。凡有大案发生，由刑部负责审理，都察院纠正，大理寺驳回。